# Curculigo sinensis
Curculigo sinensis là một loài thực vật có hoa trong họ Hypoxidaceae. Loài này được S.C.Chen mô tả khoa học đầu tiên năm 1966.